# Vincente Minnelli
Lester Anthony (Vincente) Minnelli (Chicago, 28 februari 1903 – Beverly Hills, 25 juli 1986) was een Amerikaans toneel- en filmregisseur, voornamelijk bekend van films als Meet Me in St. Louis en An American in Paris.

## Biografie
Vincente Minnelli, geboren als Lester Anthony Minnelli, was de zoon van Mina Mary LaLouette Le Beau en Vincent Charles Minnelli, muzikaal leider van het rondreizende toneelgezelschap Minnelli Brothers' Tent Theater. Minnelli was zelf ook in het theater te zien, van zijn derde tot zijn achtste, waarna hij naar school ging. In zijn jeugd bleek dat hij aanleg voor tekenen had. Hij ging van school af toen hij zestien jaar oud was. Daarna ging Minnelli voor korte tijd werken bij een fotostudio, en later bij de in Chicago gevestigde bioscoopketen Balaban and Katz, als assistent-toneeldirecteur en kostuumontwerper voor de live optredens die aan de filmvertoning voorafgingen. In de jaren dertig werkte hij als kostuum- en decorontwerper bij de New Yorkse Paramountbioscoop. In 1932 ontwierp hij op verzoek van actrice Grace Moore het decor en de kostuums voor de operette Du Barry en een jaar later werd hij aangesteld bij Radio City Music Hall.
Vanaf 1935 was hij als toneelregisseur actief op Broadway, waar hij producties als At Home Abroad, The Show Is On, Ziegfeld Follies en Very Warm for May regisseerde. In de jaren 40 werd Minnelli door MGM-producent Arthur Freed naar Hollywood gehaald. Bij MGM onderging hij eerst een training in filmmaken, door enkele muzieknummers te regisseren in de destijds populaire reeks met Judy Garland en Mickey Rooney in de hoofdrollen. De regie van die films, met onder andere Strike Up the Band (1940) en Babes on Broadway (1942), was in handen van Busby Berkeley. De eerste film die hijzelf regisseerde was Cabin in the Sky (1943), een musical met een geheel zwarte rolbezetting waarin nog veel invloed van het theater zichtbaar is.
Tijdens de opnames van Meet Me in St. Louis in 1944 kreeg hij een relatie met hoofdrolspeelster Judy Garland, met wie hij een jaar later in het huwelijk trad. Hun enige dochter Liza werd een bekend actrice en zangeres. Minnelli en Garland scheidden in 1951.
Minnelli werd bekend door zijn kleurrijke muziekfilms, waarin het verhaal werd uitgebeeld door middel van muzieknummers (en artistieke decors). Een aantal van die films zijn An American in Paris (1951) The Band Wagon (1953), en Gigi (1958). Minnelli is tweemaal genomineerd voor de Oscar voor beste regisseur, voor An American in Paris en Gigi. Voor de laatste film won hij de prijs. Beide films kregen ook de Oscar voor beste film.
Daarnaast maakte hij ook diverse filmkomedies, zoals Father of the Bride (1950) en Designing Woman (1957), maar ook drama's, zoals Madame Bovary (1949) en The Bad and the Beautiful (1952). Ook regisseerde hij Lust for Life (1956), een prent over het leven van Vincent van Gogh met Kirk Douglas in de hoofdrol.
Vanaf de jaren 60 daalde zijn reputatie licht door de schommelende kwaliteit van zijn werk. Zijn laatste film was A Matter of Time uit 1976. In 1974 publiceerde hij zijn autobiografie I Remember It Well.
Vincente Minnelli leed al geruime tijd aan de ziekte van Alzheimer. Hij overleed in 1986 op 83-jarige leeftijd in zijn woning in Beverly Hills aan de gevolgen van longemfyseem en longontsteking.

## Filmografie
- 1943: Cabin in the Sky
- 1943: I Dood It
- 1944: Meet Me in St. Louis
- 1945: The Clock
- 1945: Yolanda and the Thief
- 1946: Ziegfeld Follies (5 segmenten)
- 1946: Undercurrent
- 1948: The Pirate
- 1949: Madame Bovary
- 1950: Father of the Bride
- 1951: Father's Little Dividend
- 1951: An American in Paris
- 1952: The Bad and the Beautiful
- 1953: The Story of Three Loves (segment Mademoiselle)
- 1953: The Band Wagon
- 1954: The Long, Long Trailer
- 1954: Brigadoon
- 1955: The Cobweb
- 1955: Kismet
- 1956: Lust for Life
- 1956: Tea and Sympathy
- 1957: Designing Woman
- 1958: Gigi
- 1958: The Reluctant Debutante
- 1959: Some Came Running
- 1960: Home from the Hill
- 1960: Bells Are Ringing
- 1962: The Four Horsemen of the Apocalypse
- 1962: Two Weeks in Another Town
- 1963: The Courtship of Eddie's Father
- 1964: Goodbye Charlie
- 1965: The Sandpiper
- 1970: On a Clear Day You Can See Forever
- 1976: A Matter of Time